# Forêt de Pečniansky
La forêt de Pečniansky (en slovaque : Pečniansky les), parfois appelée Pečňa, Pečeň, Bešeň, forêt du Danube (Dunajský les), de Pečenský, de Pötschenský,, ou plus rarement île de Pečniansky (Pečniansky ostrov), est une forêt située à Bratislava, en Slovaquie.
Il s'agit d'une zone protégée (sk) depuis 2012 qui abrite un certain nombre d'espèces végétales et animales. D'une superficie de 295,35 ha, la forêt est utilisée pour des activités humaines telles que la randonnée, le vélo et le transport de véhicules.

## Histoire
La forêt de Pečniansky est déclarée zone protégée (sk) par le décret no 1/2012 de l'autorité environnementale régionale de Bratislava du 13 janvier 2012, entré en vigueur le 1er février 2012. Elle acquiert ce statut afin d'assurer la protection des biotopes d'importance européenne, notamment les forêts inondables de plaine, les mares naturelles, les espèces d'importances européenne (en particulier le castor d'Europe et plusieurs espèces de chauves-souris) et nationale. La zone protège également d'importantes sources d'eau potable pour la capitale Bratislava.

## Géographie
La forêt de Pečniansky est située dans le quartier de Petržalka à Bratislava, capitale de la Slovaquie. Installée sur la rive sud du Danube, elle se trouve à l'ouest du parc Janko Kráľ et sa bordure ouest longe la frontière avec l'Autriche. Elle est traversée par les autoroutes D1 et D2.
Située à 1 km du centre historique de Bratislava, la forêt est facilement accessible à pied et à vélo depuis le centre-ville. Elle est également desservie par les lignes de bus de jour 80, 88, 92 et 192 et les lignes de bus de nuit N93 et N95 via les stations Kremnická, Einsteinova et Pri sade à l'est de la forêt,.

## Description

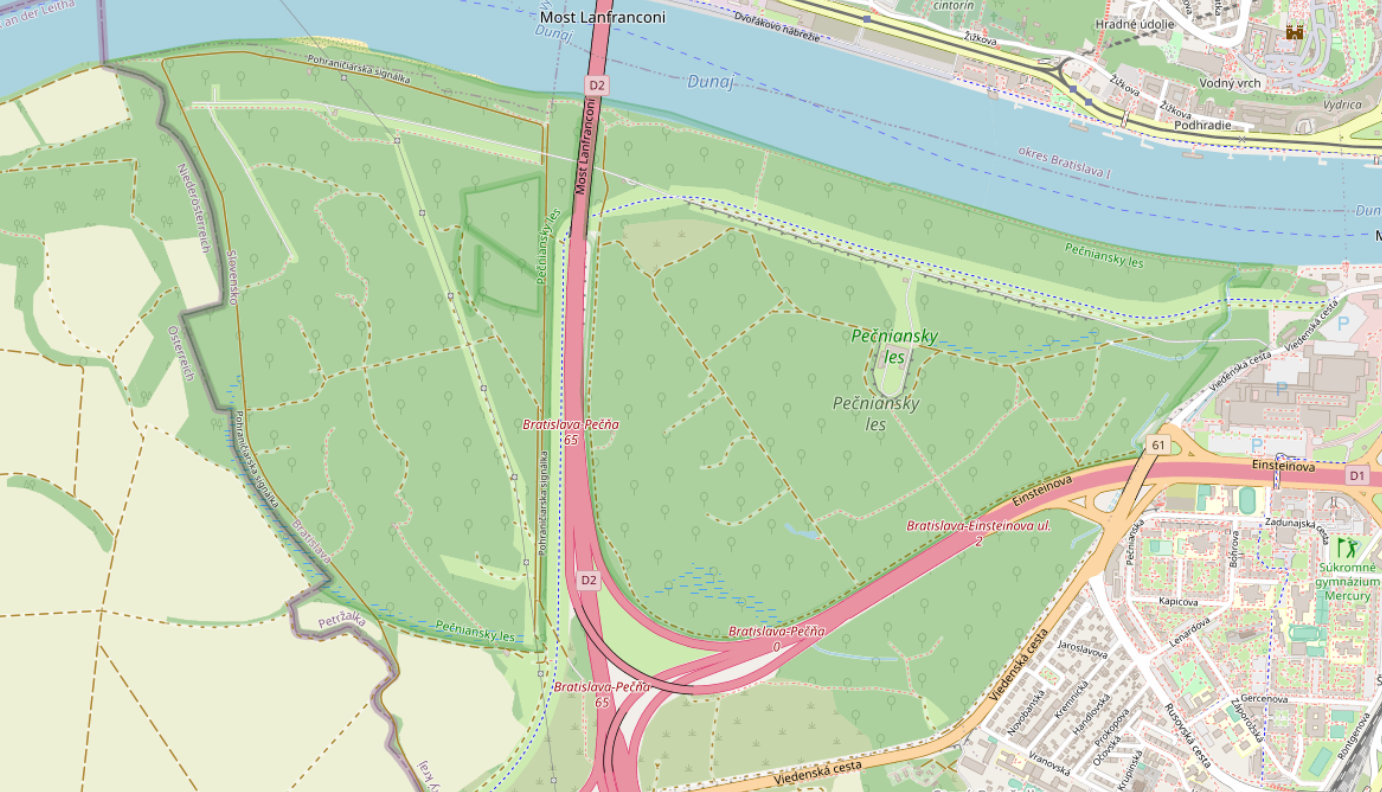
Plan de la forêt (données OpenStreetMap).

D'une superficie totale de 295,35 ha, la forêt de Pečniansky est divisée en trois zones de 4e, 3e et 2e niveaux de protection.  Il s'agit d'un lieu relativement préservé qui héberge une faune et une flore importantes, tout en étant soumise aux activités humaines (notamment randonnée, vélo, transport de véhicules).

### Flore
D'un point de vue floristique, la forêt peut être découpée en trois zones :
1. Bande inondable d'environ 150 m longeant le Danube délimitée au sud par une voie de service et une piste cyclable, avec des espèces telles que Fraxinus excelsior, Populus ×canescens, Sambucus nigra, Cerasus avium.
2. Zone de part et d'autre de l'autoroute D2 et au nord de l'autoroute D1 : frênaie et peupliers, avec des espèces telles que Fraxinus excelsior, Populus alba, Robinia pseudoacacia, Acer pseudoplatanus, Swida sanguinea, Acer campestre, Acer pseudoplatanus, Allium ursinum, Ficaria bulbifera, Rubus caesius, Aegopodium podagraria, Brachypodium sylvaticum, Galium aparine, Glechoma hederacea, Impatiens parviflora, Polygonatum multiflorum, Viola reichenbachiana.
3. Zone au sud de l'autoroute D1 : peupliers, avec des espèces telles que Populus ×euroamericana, Swida sanguinea, Fraxinus excelsior, Solidago gigantea, Rubus caesius, Aster lanceolatus agg., Glechoma hederacea, Swida sanguinea, Fraxinus americana.

Lors de la saison printanière, des perce-neiges y fleurissent.

### Faune
La forêt de Pečniansky héberge un certain nombre d'espèces telles que des pics noirs, des hirondelles bicolores, plusieurs espèces de chauve-souris, des cerfs, des faisans et des sangliers.

### Activités

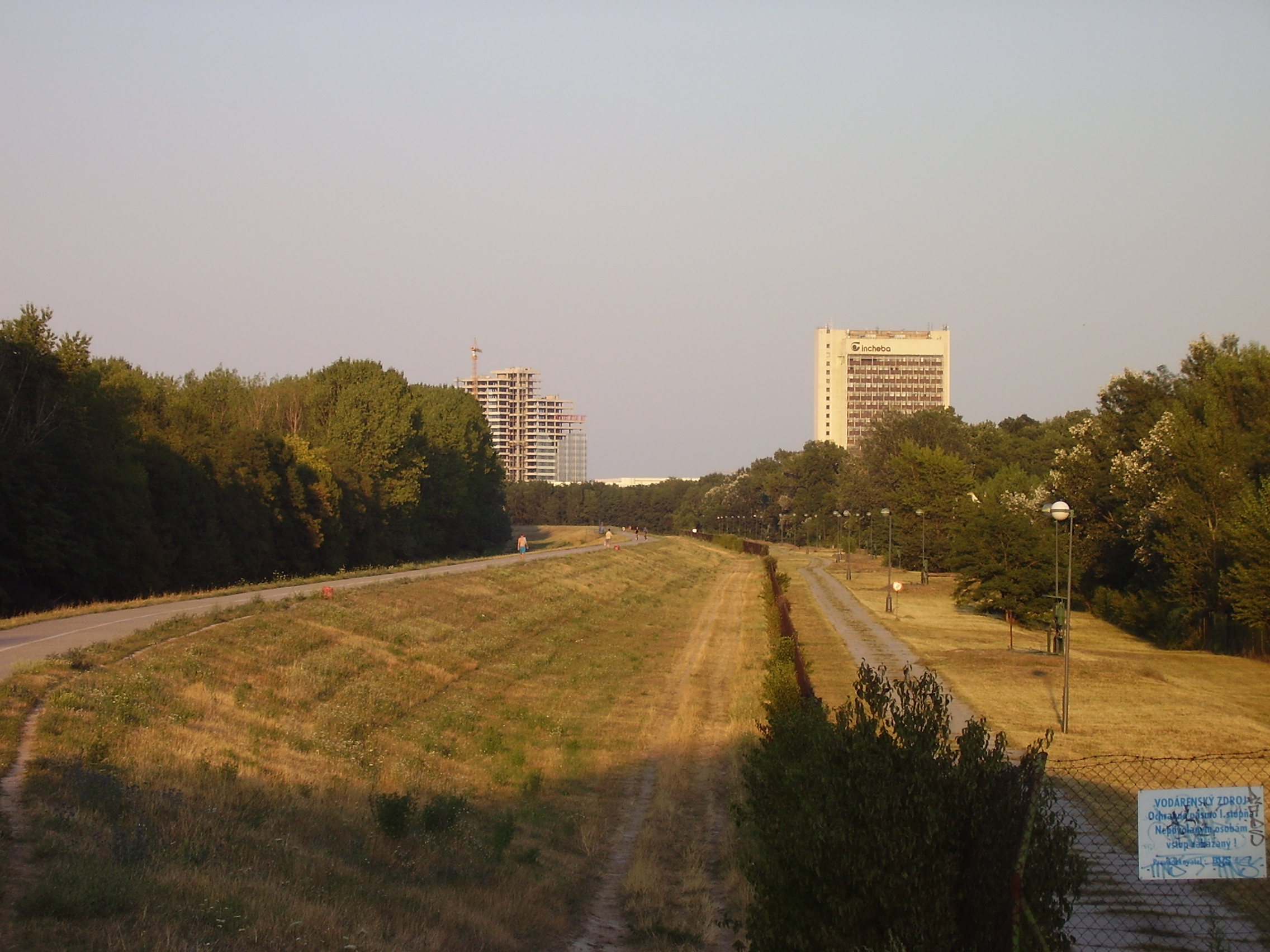
Piste cyclable traversant la forêt de Pečniansky.

En plus des nombreux sentiers permettant la marche à pied, la forêt est traversée en son centre par une piste cyclable permettant la pratique du vélo, ainsi que par des autoroutes desservant la capitale.